# Dodge Ramcharger
Der Ramcharger war ein großes SUV von Dodge das in den Modelljahren 1974 bis 1993 auf dem verkürzten Fahrgestell der Dodge D-Serie bzw. des Dodge Ram gebaut wurde. Es gab auch eine Plymouth-Version namens Trailduster, die von 1974 bis 1981 angeboten wurde und das einzige SUV von Plymouth war.
Der 1981er Trail Duster entsprach im Wesentlichen dem Dodge Ramcharger; er unterschied sich von den anderen Modellen dadurch, dass er als Erster eine nicht zu entfernende, bis ins Dach reichende Heckklappe besaß. Der Trail Duster hatte nur im Modelljahr 1981 dieses Detail; 1982 wurde er nicht mehr hergestellt.

## 1. Generation (1974–1980)
Der Ramcharger wurde vorwiegend als Zweitürer mit permanentem Allradantrieb ausgeliefert; ab 1975 gab es auch eine heckgetriebene Variante. In den Modelljahren 1974 bis 1980 gefertigte Modelle haben ein demontierbares Dach; es gab auch Stoffdächer. Im ersten Produktionsjahr waren die Säulen des Aufbaus mit dem demontierbaren Dach verbunden. Die Autos wurden gewöhnlich von einem Chrysler-LA-Motor angetrieben, wobei der üblichste Hubraum 5,2 Liter war. Es gab auch einen 5,9-Liter-Motor und in den frühen Jahren sogar den Chrysler-RB-Motor mit 7,2 Liter Hubraum. Ab 1975 waren auch 6-Zylinder-Reihenmotoren der Slant-Six-Serie mit 3,7 Liter (224,8 in³) Hubraum und 95 netto SAE-HP bestellbar.
Bis 1981 gab es den Plymouth Trailduster als leicht abgeänderte Version des Ramchargers.

Als großer SUV konkurrierte der Ramcharger mit dem Chevrolet Blazer und dem Ford Bronco. Der Ramcharger wurde bisweilen auch bei Rallyes eingesetzt. Dort hatte er einigen Erfolg, z. B. erreichte er den ersten Platz beim Sno*Drift 1975.

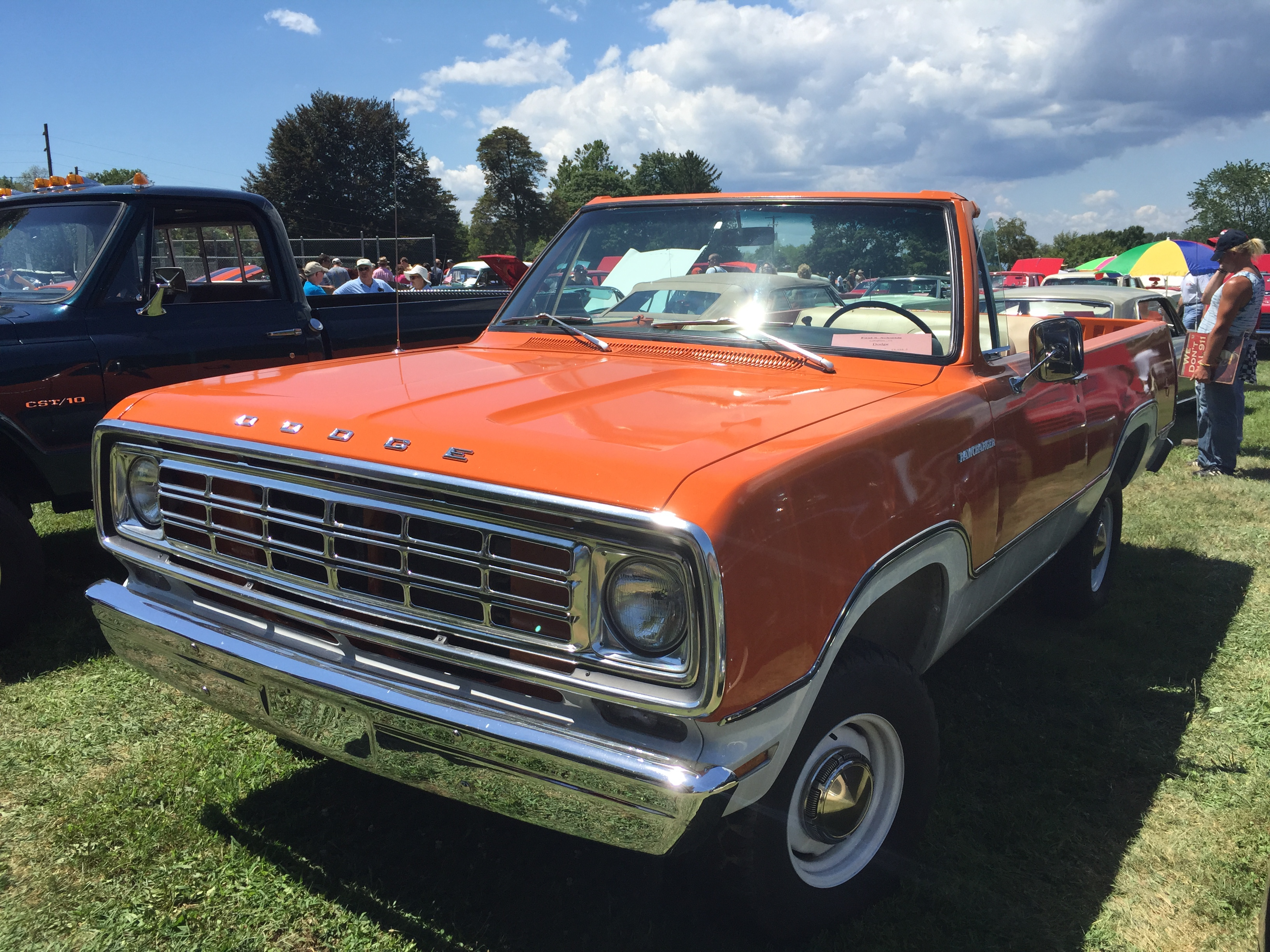
Mit geöffnetem Verdeck
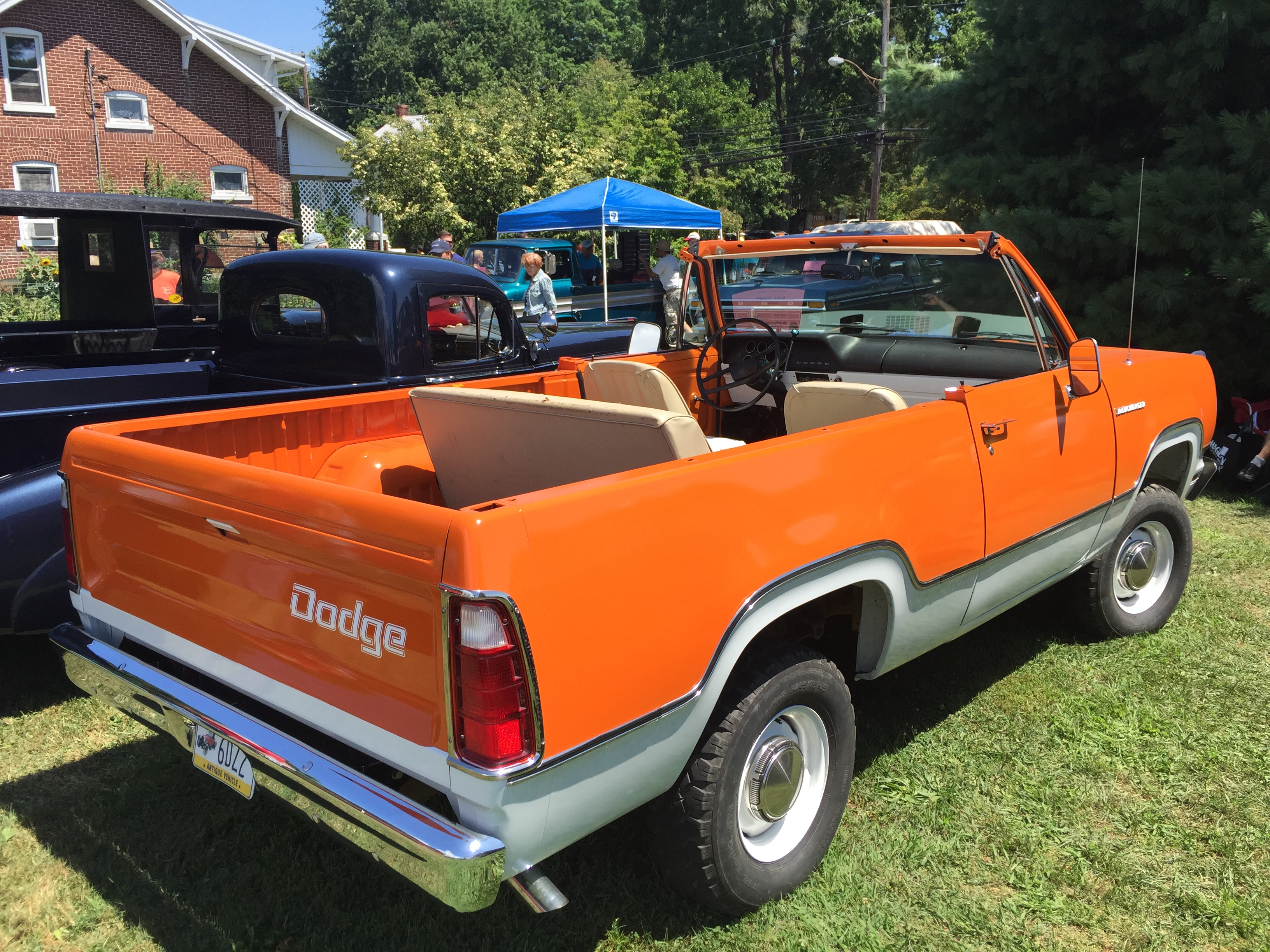
Heckansicht
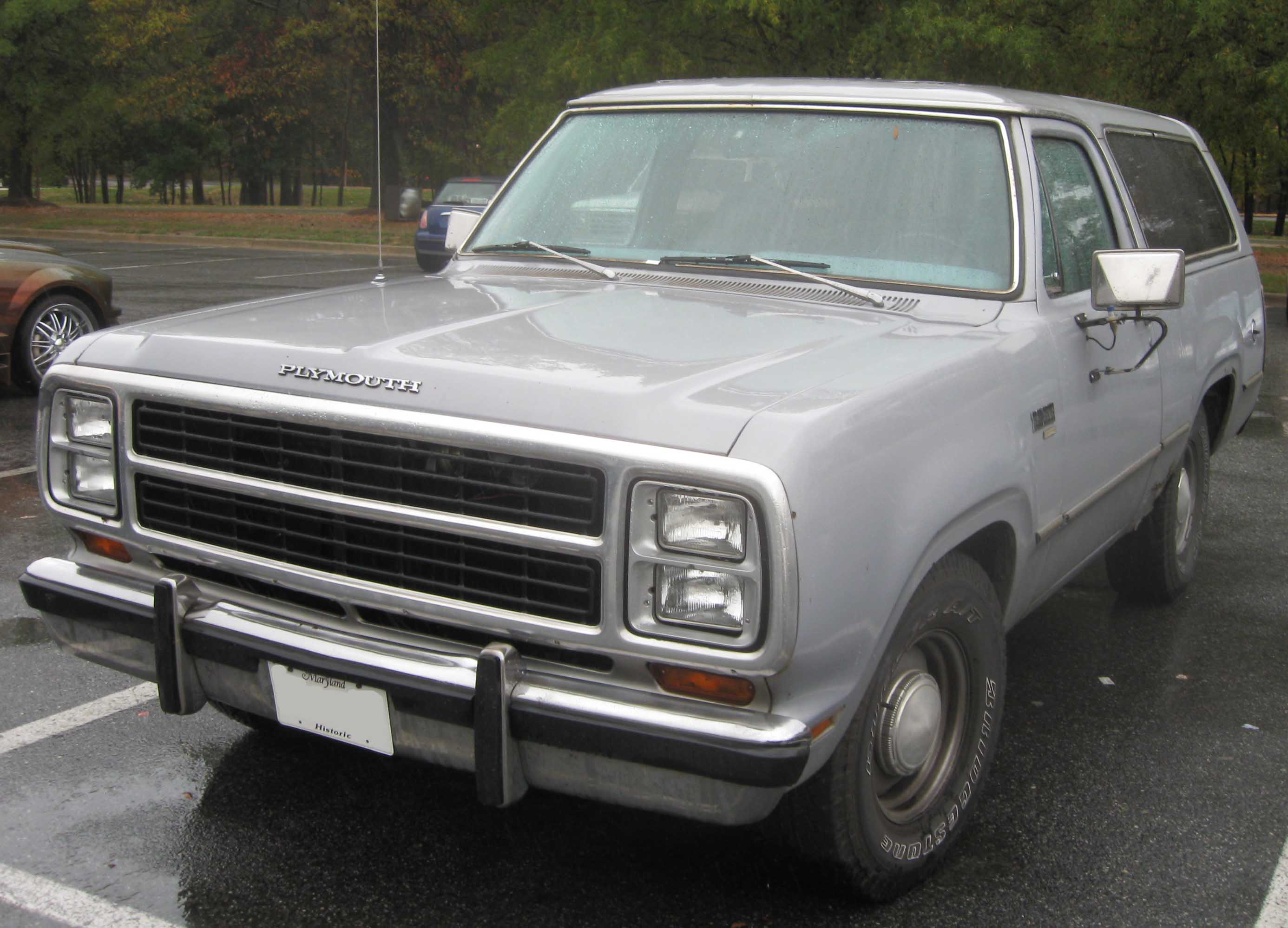
Plymouth Trailduster

### Motoren
- 3,7-Liter (225 in³) Sechszylinder-Reihenmotor (71 kW)
- 5,2-Liter (318 in³) Achtzylinder-V-Motor (118 kW) 'Chrysler LA'
- 5,9-Liter (360 in³) Achtzylinder-V-Motor (145 kW) 'Chrysler LA'
- 6,6-Liter (400 in³) Achtzylinder-V-Motor (138 kW)
- 7,2-Liter (440 in³) Achtzylinder-V-Motor (160 kW) 'Chrysler RB'

## 2. Generation (1981–1993)
Die zweite Serie baute auf der ersten Serie auf, größtes Unterscheidungsmerkmal war das nicht mehr abnehmbare Hardtop. Die unveränderten Motoren erhielten 1988 (5,2 Liter / 318 in3) und 1989 (5,9 Liter / 360 in3) eine elektronische Einspritzung. Eine Plymouth-Version gab es nicht mehr.
1992 wurde der Magnum 318 mit Multiport-Einspritzung zum Standardmotor, während der LA 360 mit TBI weiterhin als Option angeboten wurde. Im Jahr 1993 ersetzte der Magnum 360 den LA-Motor. 
Der Ramcharger wurde noch bis 1996 in Mexiko verkauft, mit geringfügigen Änderungen gegenüber der letzten Version, die bis 1993 in den USA und Kanada verkauft wurde. 

Sehr gut erhaltene Exemplare des Ramchargers, vor allem der letzten Baujahre, bringen heute Preise von über 30.000 USD auf Auktionen.

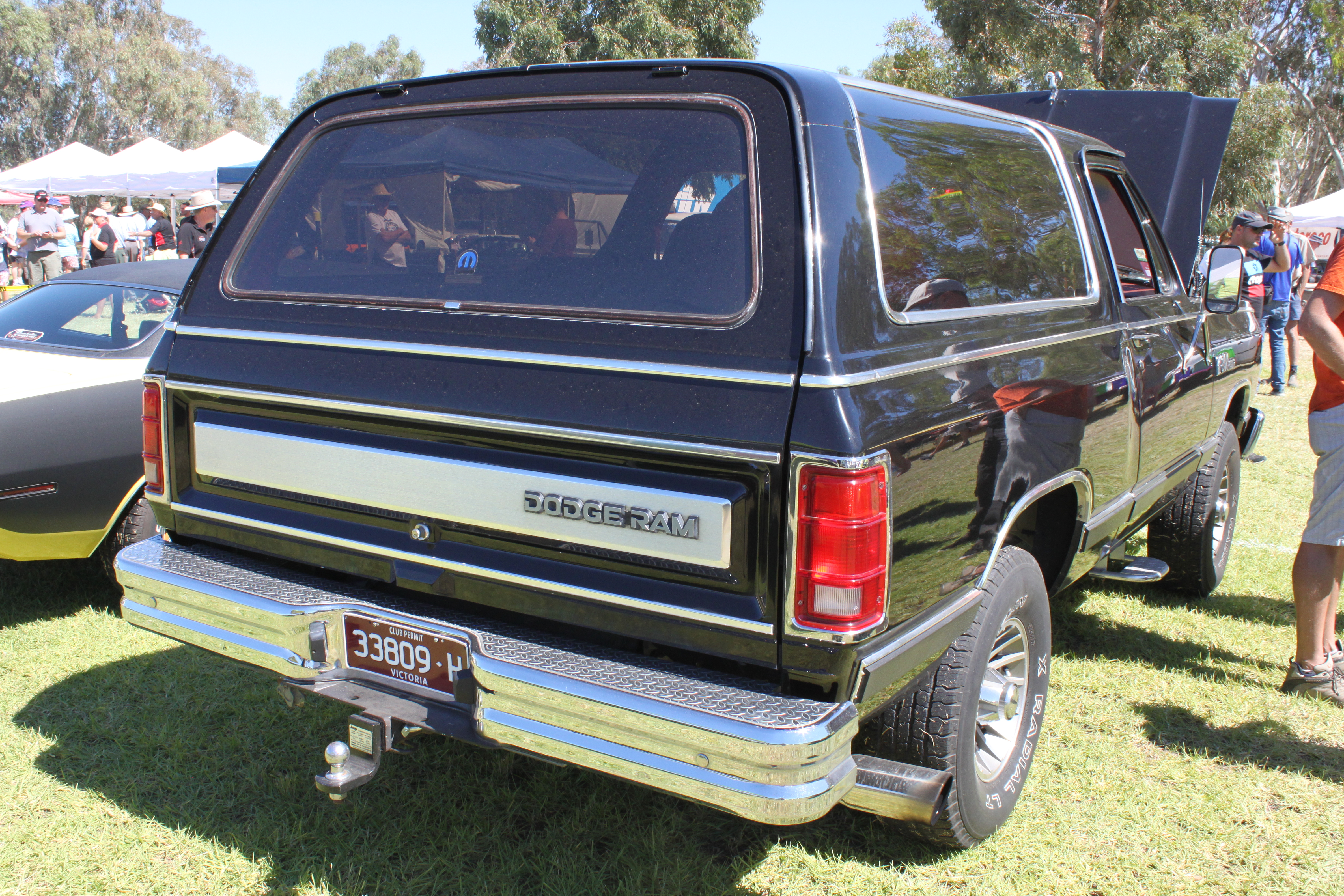
Heckansicht
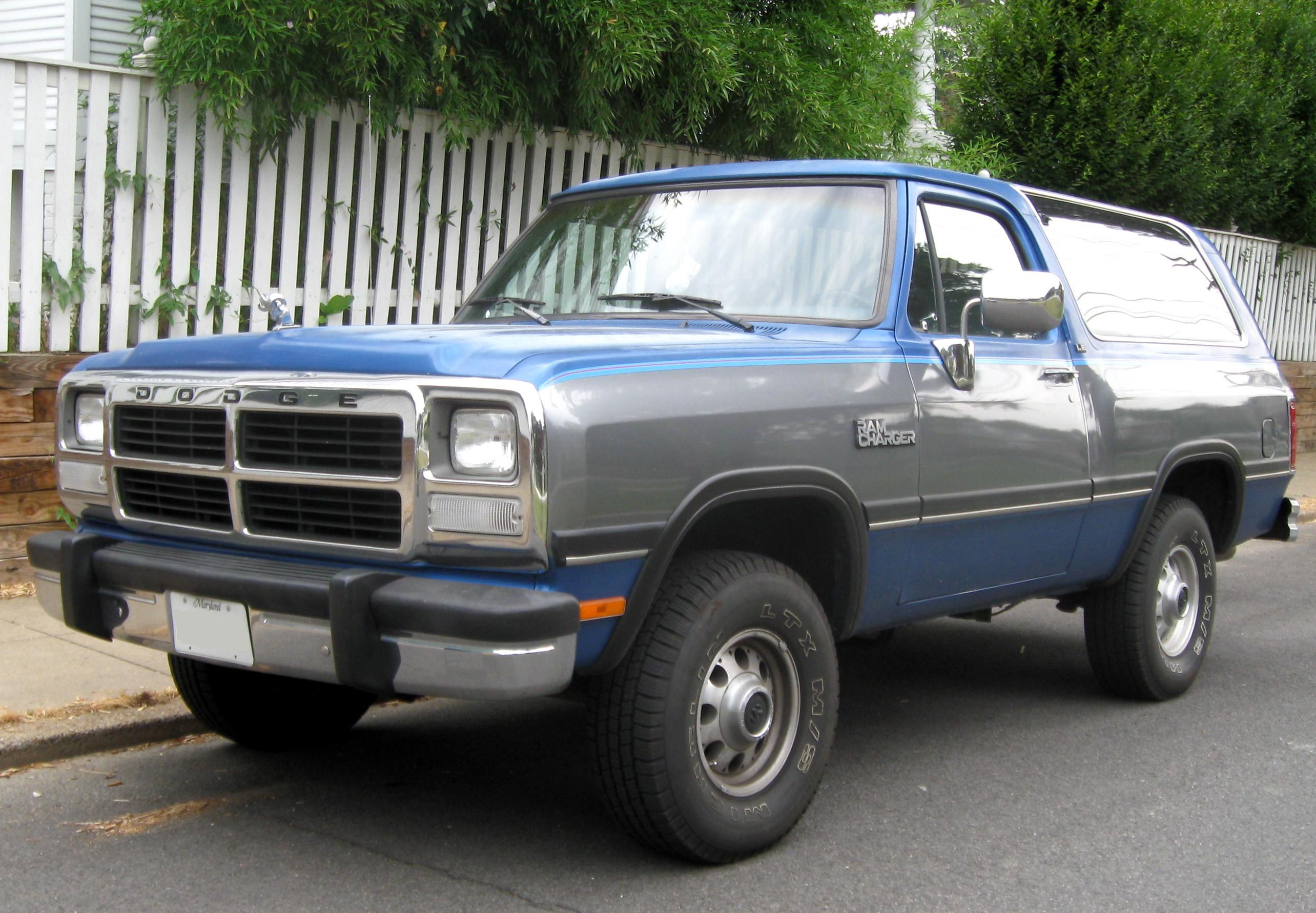
Ramcharger (1991–1993)

## 3. Generation (1999–2001)
Eine dritte Serie des Ramcharger wurde, basierend auf dem Dodge Ram, in Mexiko ab 1998 (Modelljahr 1999) gebaut, allerdings nicht für den US-Markt. Obwohl die Vorgängergeneration in Mexiko erfolgreich war, erreichte die dritte Serie aber nie die Verkaufszahlen dieser und wurde 2001 eingestellt. Angetrieben wurde der Ramcharger von 5,2 Liter und 5,9 L-Magnum-V8-Motoren. Es gab ihn nur mit Hinterradantrieb.
Einige der Teile der Karosserie hatte er mit den Chrysler-Minivans der dritten Generation (Chrysler Town & Country, Dodge Caravan/Plymouth Voyager) gemeinsam. Er war in den Ausstattungsvarianten ST, SLT, SLT Plus und Sport erhältlich. Ein interessantes Detail dieser Serie war ein kleiner Klappsitz im Laderaum: er war seitlich eingebaut und nicht so groß wie die anderen Sitze, was ihn für lange Strecken unkomfortabel machte.
Der Ramcharger wurde nicht in den USA verkauft, weil Daimler-Chrysler zwei Mittelklasse-SUVs im Programm hatte, den Jeep Grand Cherokee und den Dodge Durango. Auf dem SUV-Markt wurden 4- und 5-türige Fahrzeuge gegenüber 2-türigen Versionen bevorzugt. Auch GM stellte seine Modelle Tahoe und Yukon in zweitüriger Ausführung ein.